# Boncourt (Eure)
Boncourt é uma comuna francesa na região administrativa da Normandia, no departamento de Eure. Estende-se por uma área de 4,21 km². Em 2010 a comuna tinha 192 habitantes (densidade: 45,6 hab./km²).